# Gertrude da Áustria
Gertrude Maria Ignácia Gisela Isabel de Habsburgo (em alemão: Gertrud Maria Gisela Elisabeth Ignatia von Österreich; Wallsee-Sindelburg, 19 de novembro de 1900 — Ravensburg, 20 de dezembro de 1962) foi uma membro da família imperial austríaca.

## Biografia

### Família

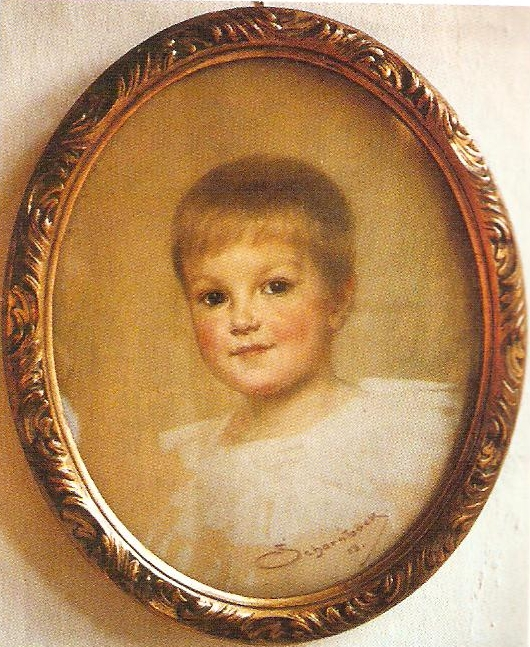
Gertrude na década de 1900

Gertrude era filha do arquiduque Francisco Salvador da Áustria, filho do arquiduque Carlos Salvador da Áustria e de Maria Imaculada das Duas Sicílias, e da arquiduquesa Maria Valéria da Áustria, filha mais nova do imperador Francisco José I da Áustria e de Isabel da Baviera. Sua madrinha foi sua tia paterna, a princesa da Baviera Gisela da Áustria.

### Casamento
Em 29 de dezembro de 1931, en Bad Ischl, Gertrude se casou com Jorge de Waldburg-Zeil-Hohenems, viúvo de sua irmã mais velha, Isabel Francisca.
Desta união nasceram duas crianças:
- Sofia de Waldburg-Zeil (5 de dezembro de 1932);
- José de Waldburg-Zeil (12 de abril de 1934);

### Morte
Gertrude faleceu em 20 de dezembro de 1962, aos 62 anos de idade, em Ravensburg, Alemanha Ocidental.